# Apeadeiro de Vale de Paio
O Apeadeiro de Vale de Paio, originalmente denominado de Valle de Paio, é uma gare encerrada do Ramal de Mora, que servia a zona de Monte de Vale de Paio, no concelho de Arraiolos, em Portugal.

## História

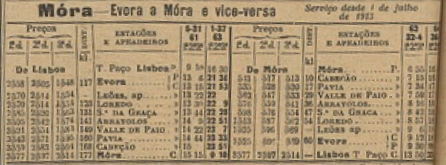
Horário de 1913, onde esta gare aparece com a categoria de estação, e o nome de Valle de Paio.

Este apeadeiro situava-se no lanço do Ramal de Mora entre Arraiolos e Pavia, que abriu à exploração no dia 25 de Maio de 1908.
Nos horários de Julho de 1913, esta interface surge com o nome de Valle de Paio e a classificação de estação, sendo utilizada pelos comboios entre Évora e Mora.